# Onthophagus silus
Onthophagus silus là một loài bọ cánh cứng trong họ Bọ hung (Scarabaeidae).